# Ottmar Bühler
Ottmar Bühler (* 12. August 1884 in Zürich; † 27. Mai 1965 in München) war ein deutscher Rechtswissenschaftler und Hochschullehrer.

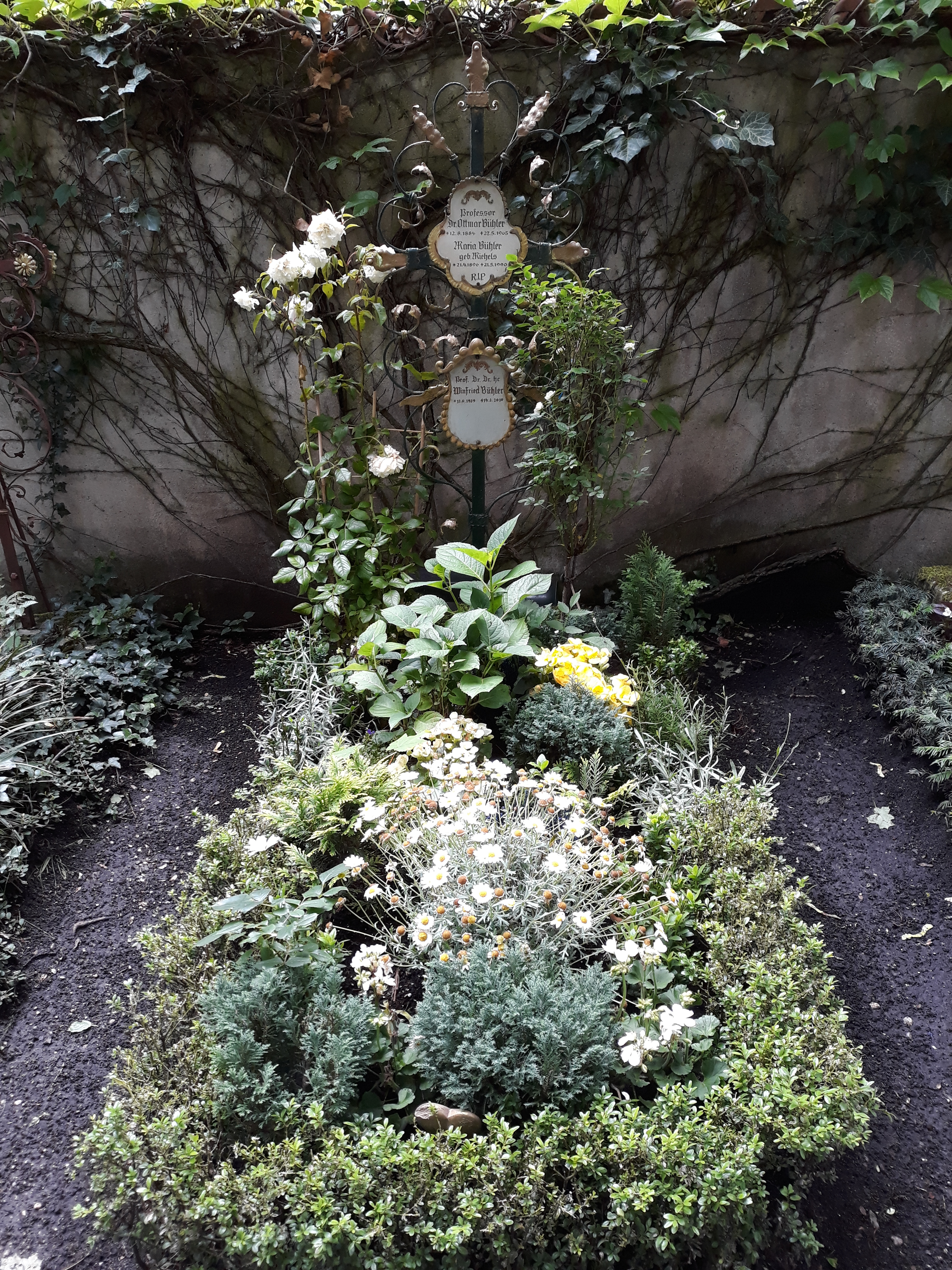
Das Familiengrab von Ottmar Bühler auf dem Bogenhausener Friedhof in München.

## Werdegang
Ottmar Bühler, 1884 als Sohn des aus Schwaben stammenden Professors für Forstwirtschaft Anton Bühler geboren und zeitweilig in der Schweiz aufgewachsen, studierte in an der Eberhard Karls Universität Tübingen, an der Ludwig-Maximilians-Universität München und an der Friedrich-Wilhelms-Universität Berlin Rechtswissenschaft. Er promovierte 1911 an der Universität Tübingen mit einer Arbeit über das Verhältnis von Zivilgerichtsbarkeit und Verwaltung in Württemberg im 19. Jahrhundert. 1912 nahm er die Stelle eines Regierungsassessors in Württemberg an, habilitierte sich 1913 für Öffentliches Recht an der Universität Breslau und lehrte dort als Privatdozent. Am Ersten Weltkrieg nahm er als Leutnant teil.
Ab 1919 arbeitete er als außerordentlicher Professor für Öffentliches Recht an der Universität Münster, wechselte 1922/23 für kurze Zeit auf einen Lehrstuhl an die Universität Halle, kehrte aber schon 1923 nach Münster zurück und übernahm dort ein neugeschaffenes Ordinariat. Von 1942 bis zur Emeritierung 1952 war er Professor an der Universität Köln. Danach wirkte er noch als Lehrbeauftragter an der Universität München. In Münster gründete Ottmar Bühler 1934 das erste Deutsche Steuerrechtsinstitut. Nach seinem Wechsel an die Universität Köln gründete er 1942 dort ebenfalls ein Steuerrechtsinstitut und entwickelte Köln zur Hochburg für die Steuerwissenschaften. In der Nachkriegszeit gründet Bühler die Deutsche Vereinigung für Internationales Steuerrecht (Teil der International Fiscal Association) und arbeitet er an der Neugestaltung der Steuergesetzgebung als Mitglied des Wissenschaftlichen Beirat des Bundesfinanzministeriums mit.
Bühler, der in der Weimarer Zeit Mitglied im Stahlhelm war, trat in der NS-Zeit der NSDAP nicht bei, war aber Förderndes Mitglied der SS.
Bühlers Spezialgebiete waren das deutsche und internationale Finanz- und Steuerrecht. Sein Werk Die subjektiven öffentlichen Rechte aus dem Jahr 1914 gilt als Grundstein für die Entwicklung der Schutznormtheorie, mit der im deutschen Verwaltungsrecht Klagerechte des Bürgers gegen den Staat hergeleitet werden. Darüber hinaus verfolgte er das Ziel die Rechtswissenschaften mit den der Wirtschaftswissenschaften zu verbinden.
Die Ludwig-Maximilians-Universität München vergibt für Verdienste auf dem Gebiet der Steuerlehre den Ottmar-Bühler-Preis.
Ottmar Bühler ist der Vater von Winfried Bühler.

## Belege
1. ↑  Ottmar Bühler: Die Zuständigkeit der Zivilgerichte gegenüber der Verwaltung im württembergischen Recht und ihre Entwicklung seit Anfang des 19. Jahrhunderts. Ein Beitrag zur Lehre von der Abgrenzung von Justiz und Verwaltung (= Tübinger staatswissenschaftliche Abhandlungen. Band 16). Enke, Stuttgart 1911.
2. ↑  Ottmar Bühler: Die subjektiven öffentlichen Rechte und ihr Schutz in der deutschen Verwaltungsrechtsprechung. Kohlhammer, Berlin 1914.
3. ↑  Geschichte. Abgerufen am 10. September 2023.
4. ↑  Eintrag: Ottmar Bühler. In: Catalogus Professorum Halensis. Abgerufen am 3. Dezember 2019.
5. ↑  Wahl in: Schoch/Schneider/Bier, Verwaltungsgerichtsordnung 35. EL September 2018, § 42 Abs. 2 Rn. 94.
6. ↑  Archivierte Kopie (Memento vom 12. September 2012 im Webarchiv archive.today) Ottmar-Bühler-Preis.

| Personendaten    | Personendaten    |
| ---------------- | ---------------- |
| NAME             | Bühler, Ottmar   |
| KURZBESCHREIBUNG | deutscher Jurist |
| GEBURTSDATUM     | 12. August 1884  |
| GEBURTSORT       | Zürich           |
| STERBEDATUM      | 27. Mai 1965     |
| STERBEORT        | München          |